# Spica
För andra betydelser, se Spica (olika betydelser).
Spica även kallad Axet eller Alfa Virginis (α Virginis förkortat Alfa Vir, α Vir), som är stjärnans Bayer-beteckning, är den ljusstarkaste stjärnan i stjärnbilden Jungfrun. Ett enkelt sätt att hitta Spica på stjärnhimlen är att följa bågen i Karlavagnens 'svans' till Arcturus (α i Björnvaktaren ), och sedan lika långt igen till Spica. Den har en genomsnittlig kombinerad skenbar magnitud på +0,97 och är klart synlig för blotta ögat. Baserat på parallaxmätningar i Hipparcos-experimentet på 13,1 mas beräknas den befinna sig på ca 250 ljusårs (77 parsek) avstånd från solen. Eftersom Spica ligger nära ekliptikan, kan stjärnan bli förmörkad av månen och (mer sällan) av planeterna. Den senaste planetförmörkelsen inträffade när Venus passerade framför stjärnan (sett från jorden) 10 november 1783. Nästa förmörkelse kommer att inträffa 2 september 2197, när Venus återigen passerar framför Spica.

## Historik
Spica tros vara den stjärna som försåg Hipparchos med de uppgifter som ledde honom till upptäckten av ekliptikans precession. Templet i Thebe byggdes med en särskild riktning i förhållande till Spica omkring 3200 f.Kr., och under tidens lopp har precessionen orsakat en långsam men märkbar förändring av jordens relativa riktning till Spica. Nicolaus Copernicus gjorde också många observationer av Spica under sina forskningar kring precessionen.

## Nomenklatur
Det traditionella namnet Spica kommer från latinska spīca virginis "jungfruns veteax", som också anglicerats som Virgin's Spike. Johann Bayer angav namnet Arista. Andra traditionella namn är Azimech, från det arabiska السماك الأعزل al-simāk al-a'zal, "den försvarslösa"; Alarph, arabiska för "druvplockerskan" och Sumbalet (Sombalet, Sembalet och varianter), från arabiska sunbulah "sädesaxet". 
År 2016 organiserade Internationella astronomiska unionen en arbetsgrupp för stjärnnamn (WGSN) med uppgift att katalogisera och standardisera riktiga namn för stjärnor. WGSN:s första bulletin av juli 2016 innehåller en tabell över de första två satserna av namn som fastställts av WGSN och som anger namnet Spica för denna stjärna. Den är nu så inskriven i IAU:s Catalog of Star Names.

## Egenskaper
Primärstjärnan Alfa Virginis är en blå till vit stjärna av spektralklass B1 III-IV, som anger att den är en stjärna som ligger mitt emellan en underjätte och en jättestjärna och har lämnat huvudserien. Den har en massa som är ca 11,5 gånger solens massa, en radie som är ca 7,5 gånger större än solens och utsänder ca 20 000 gånger mera energi än solen från dess fotosfär vid en effektiv temperatur på ca 25 300 K.
Spica är en förmörkelsevariabel, likt Algol och en roterande ellipsoidisk variabel (ELL). Dess skenbara magnitud varierar mellan +0,96 och +1,00 med en period på 4,0142 dygn. Denna ringa magnitudskillnad är knappt visuellt märkbar. Primärstjärnan klassificeras som en Beta Cephei-variabel som varierar i ljusstyrka över en 0,1738-dygnsperiod. Spektrumet visar en radiell hastighetsvariation med samma period, vilket anger att stjärnans yta regelbundet pulserar utåt och sedan kontraherar. Denna stjärna roterar snabbt, med en rotationshastighet på 199 km/s vid ekvatorn.
Följeslagaren i dubbelstjärnan är en av de få stjärnor vars spektrum påverkas av Struve-Sahade-effekten. Detta är en anomalös förändring i spektrallinjernas styrka under en omloppsperiod, där linjerna blir svagare när stjärnan rör sig bort från observatören. Detta kan orsakas av att en stark stjärnvind från primärstjärnan sprider ljuset från sekundärstjärnan när detta minskar. Denna stjärna är mindre än primärstjärnan, med ca 7 gånger solens massa och 3,6 gånger solens radie  och är en blå till vit stjärna i  huvudserien av spektralklass B2 V.